# Ptilogyna (Plusiomyia) wellsi
Ptilogyna (Plusiomyia) wellsi is een tweevleugelige uit de familie langpootmuggen (Tipulidae). De soort komt voor in het Australaziatisch gebied.